# リチャード・ペティ

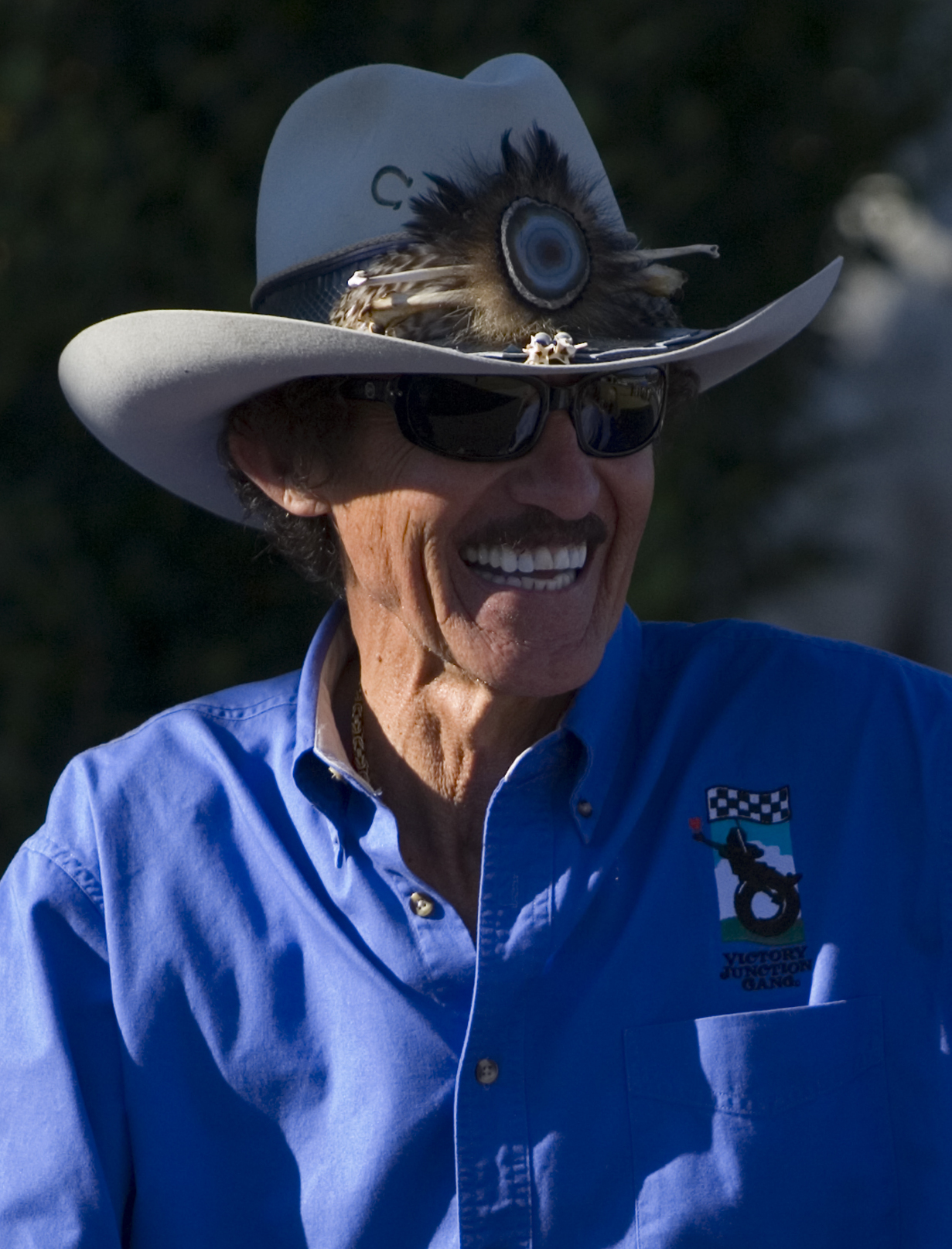
リチャード・ペティ

リチャード・ペティ（Richard Lee Petty、1937年7月2日 - ）は、元レーシングドライバーで、NASCARの最高峰シリーズである"ストリクトリーストック(Strictly Stock)"、"グランドナショナル(Grand National)"、"ウィンストンカップ(Winston Cup)"の各シリーズ（いずれも後のスプリントカップシリーズ）で活動した。

## 人物
ペティは「キング」の愛称で知られ、NASCARで最多記録となる7度のチャンピオンを獲得し(後にデイル・アーンハート、ジミー・ジョンソンが並んだ)、キャリア通算で200勝を記録した。デイトナ500でも最多記録となる7勝を挙げ、年間優勝数でも最多記録となる27勝（10連勝を含む）を1967年に記録した。ペティは通算1,185レースに出走し、ポールポジションの最多記録（127回）を持ち、712回のトップ10フィニッシュを記録した。また、1971年から1989年に掛けて513レースの連続出走を記録した。
ペティは二世ドライバーである。父リー・ペティは1959年の第1回デイトナ500の勝者であり、NASCARで3度のチャンピオンを獲得した。息子のカイル・ペティもよく知られたNASCARドライバーで、孫（カイルの息子）のアダム・ペティもNASCARドライバーとなったが、アダムは2000年5月12日にニューハンプシャー・インターナショナル・レースウェイで行われたブッシュシリーズのレース中に起きた事故で死亡した。この5週間前にはリーが死去したばかりだった。ペティは1958年に リンダ と結婚し、4人の子供と12人の孫に恵まれた。ペティ一家はノースカロライナ州レベルクロスに居住し、ペティ・エンタープライズを運営した。そこからほど近いランドルマンには、リチャード・ペティ・ミュージアムがある。2008年1月7日、ペティ・エンタープライズは ノースカロライナ州ムアーズビルの元イェイツ・レーシングの115,000平方フィート (10,700 m2)の施設に移転した。"キング"リチャード・ペティはこの施設のガレージエリアに頻繁に現れ、訪れたファンに対しサインをするなどの応対をしている。

## レースキャリア
ペティは、NASCARドライバーの父リー、母エリザベスの子としてノースカロライナのレベルクロスに生まれた。ペティは1958年7月18日に、21歳と16日でNASCARデビューを果たした。トロントのExposition Speedwayで開催されたレースで初戦を迎えたペティは、オールズモビルをドライブして全100周のうち55周を走行し、17位でフィニッシュした。1959年、ペティは6度のトップ5フィニッシュを含めて9度のトップ10フィニッシュを果たし、NASCARルーキー・オブ・ザ・イヤーを獲得した。

### 1960年代

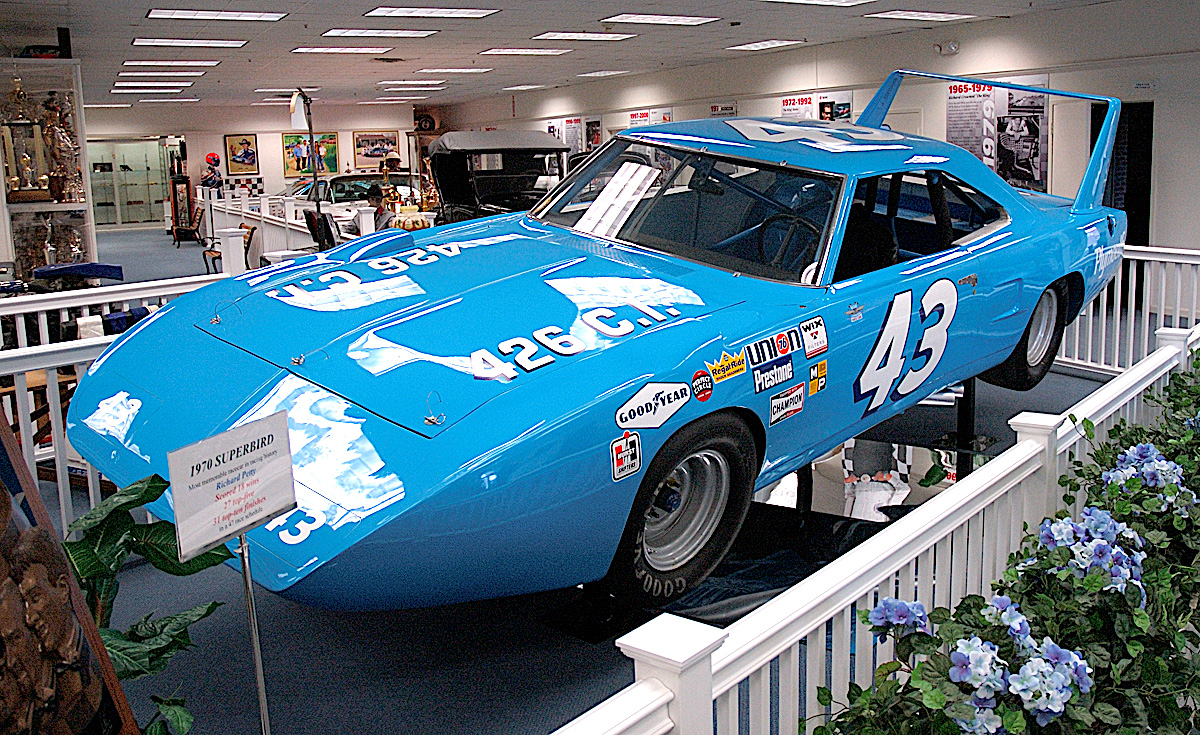
ペティのプリムス・スーパーバード（リチャード・ペティ・ミュージアム）

1960年、ペティはグランドナショナルクラスで3勝を挙げ、ドライバーズランキングで2位となった。1964年には新しいヘミエンジンを搭載した強力なプリムスをドライブし、デイトナ500では全200周のうち184周をリードして同レースでの初優勝を飾るとともに、シーズンで9勝と114,000ドルを超える賞金を獲得し、初めてシリーズチャンピオンとなった。1966年のデイトナ500は雷雨のため198周で打ち切られたが、このレースでペティは2周遅れを挽回して優勝し、デイトナ500史上初めて2勝目を挙げたドライバーとなった。
主催者がヘミ・エンジンを禁止したことに抗議してNASCARボイコットを行ったクライスラーに同調し、ペティは1965年はドラッグレーサーとして活動した。ペティはジョージア州ダラスのSoutheastern Dragwayで開催されたレースで7人が負傷し7歳の少年1人が死亡する事故を起こし、ドラッグレースでの活動を終了した。
1967年は記録に残る年となった。この年ペティは48レースに出走し、10連勝を含む27勝を記録したペティは2度目のグランドナショナル・チャンピオンを獲得した。27勝のうちには、ペティのキャリアで唯一となるダーリントン・レースウェイのサザン500での優勝が含まれる。それまでは自身の出身地から「ランドルマン・ロケット」と呼ばれていたが、ペティはこのシーズンを圧勝すると「キング・リチャード」のあだ名で呼ばれるようになった。1969年、ペティはフォードに車両を変更した。これはペティがスーパースピードウェイではプリムスに競争力が欠けると考え、滑らかなボディのダッジ・チャージャーを使用することを望んだが、クライスラーの重役はプリムスを使い続けることに固執したためである。このシーズン、ペティは10勝を挙げポイント・ランキングで2位を獲得した。1970年にプリムスは「シャーク・ノーズ」と「ゴールポスト・ウィング」を持つスーパーバードを投入し、プリムスに戻ったペティがこの車両をドライブした。この車両は後にピクサー映画『カーズ』に登場し、ペティ自身がその声優を務めた。

### 1970年代

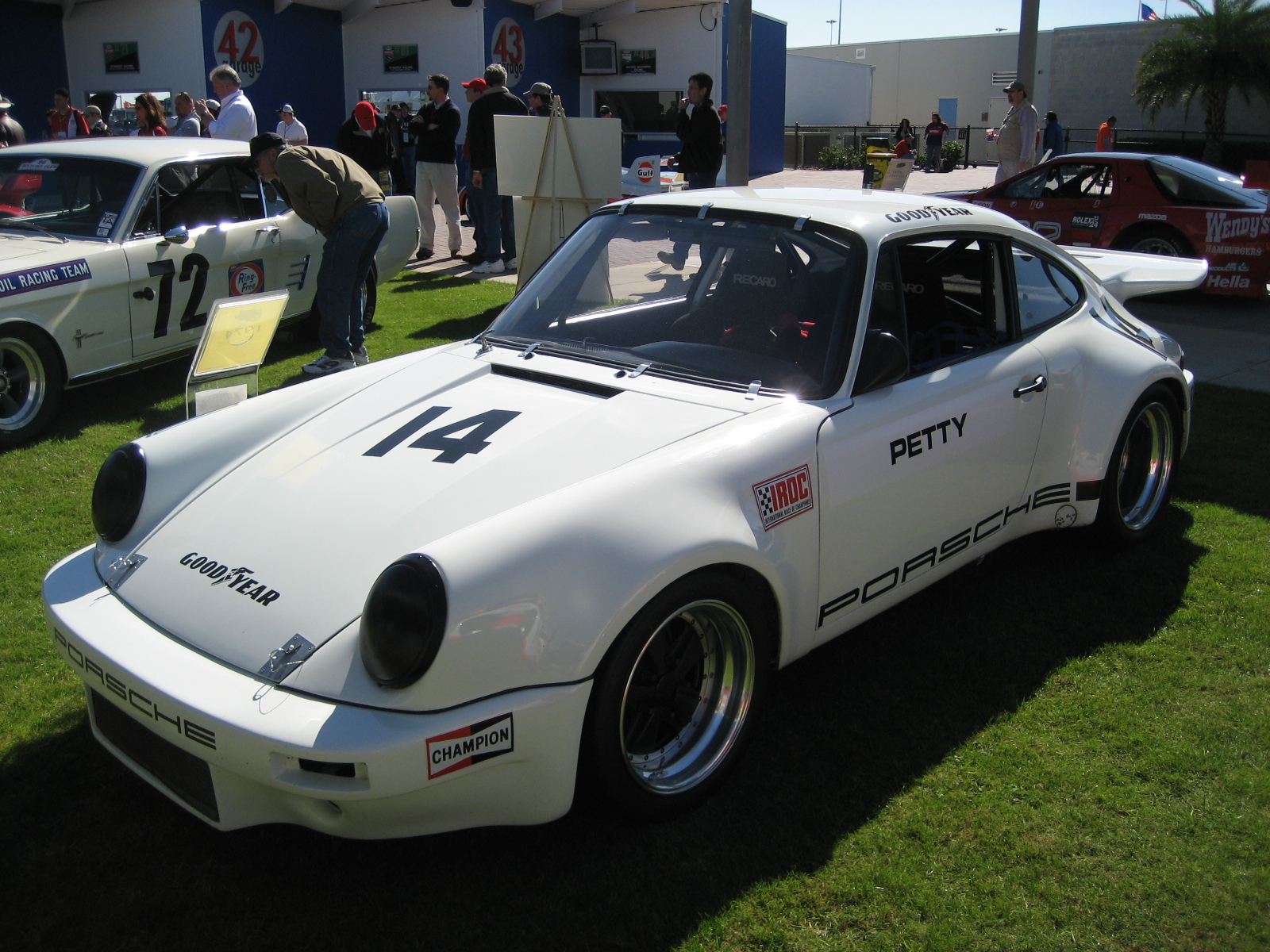
1970年代にペティがドライブしたIROC車両

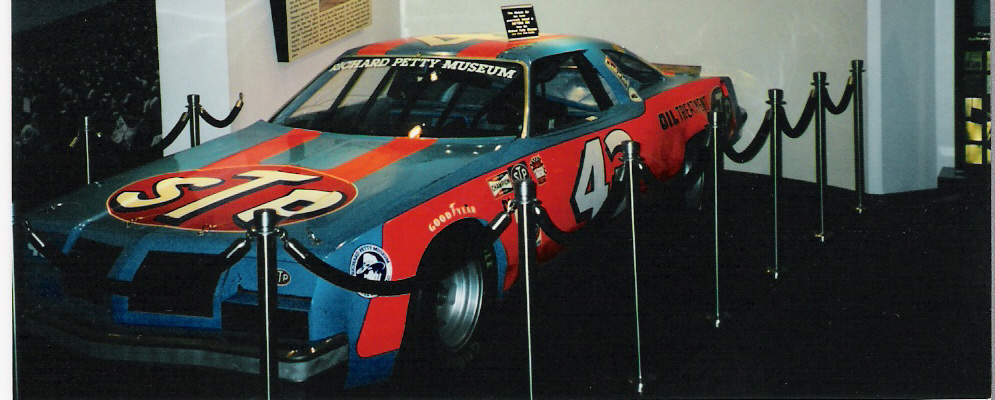
ペティのドライブで1979年のデイトナ500に勝利した車両(デイトナUSAミュージアム)

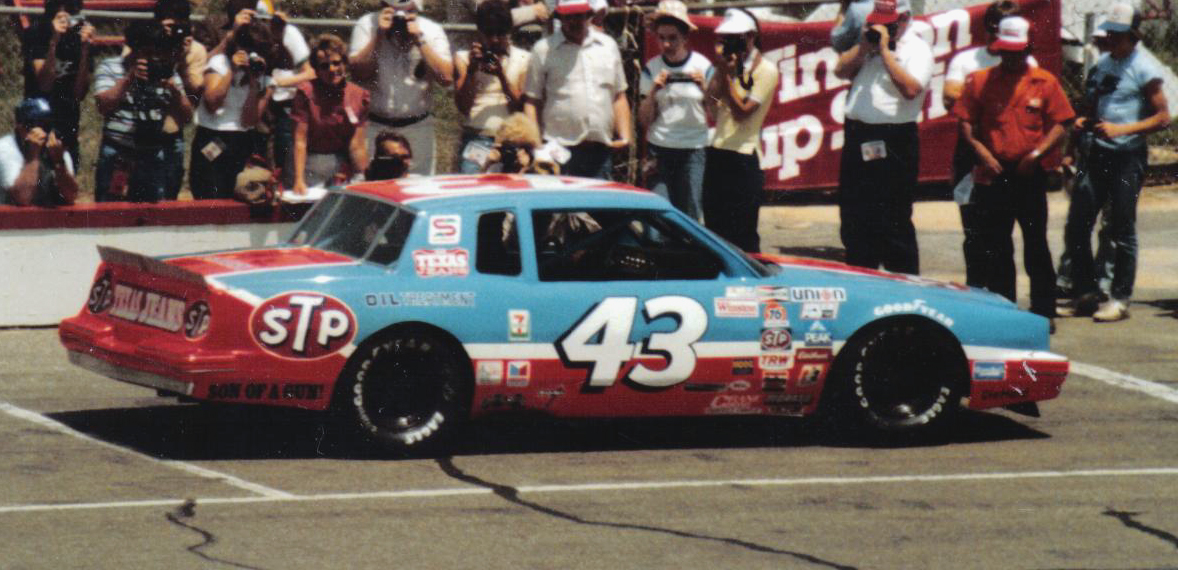
ペティの1983年のレース車両

1971年も記録に残る年となった。デイトナ500でペティはチームメイトのバディ・ベーカーを破って優勝し、デイトナ500で3勝を挙げた初のドライバーとなった。このシーズンのペティはデイトナ500以外に20勝を挙げ、NASCAR史上初めて生涯獲得賞金が100万ドル突破したドライバーとなり、3度目のグランドナショナルチャンピオンとなった。1972年、ペティは後に良く知られたスポンサーとなるSTPカラーのマシンで、8勝を含めた28度のトップ10フィニッシュ(うち25回はトップ5)を果たし4度目のチャンピオンを獲得した(シリーズ名はグランドナショナルからウィンストンカップに変更された)。1973年のデイトナ500では、ペティとベーカーの2人が争い、生き残ったペティが4度目のデイトナ500制覇を果たした。ベーカーはゴールまで6周を残してエンジントラブルに見舞われた。翌1974年はオイルショックの影響でレースが50マイル (80 km)短縮され、デイトナ"450"となったが、ペティはこの年も勝利を収めデイトナ500の通算勝利数を5勝まで伸ばし、5度目となるウィンストンカップ(グランドナショナルも含む)のタイトルも獲得した。ペティは自身のキャリアを通じ、最盛期は特に、フェンスの向こうでサインを求める全員のために何時間もたち続けることで知られていた。ペティは大きな人気を集めたが、それでもファンへの対応を渋ることは無かった。
1975年は、またも歴史の残る年となった。ペティは自身のキャリアで初めてワールド600を制し、13勝を挙げて6度目のウィンストンカップ制覇を成し遂げた。シーズン13勝は、レギュレーションの変更でレース数が減った1972年以降のNASCARでは最多勝記録である(2008年現在)。この記録は1998年にジェフ・ゴードンに並ばれたが、ペティは30レースで13勝を記録したのに対し、ゴードンは33レースに出走した。一方でウィンストン500では自らのピット作業中、出火したタイヤの消火作業を行おうとした義弟のランディ・オーエンスが加圧水タンクの爆発に巻き込まれて即死しており、悲しみのシーズンにもなった。
1976年、ペティはNASCAR史上で最も有名なゴールシーンを見せた。ペティとデビッド・ピアソンはデイトナ500で最終ラップの第4ターンまで競り合っていた。ペティはピアソンを第4ターンで抜きにかかったが、ターンの出口でペティの右リアバンパーとピアソンの左フロントバンパーが接触した。両者はスピンし、ともにホームストレッチのウォールに衝突した。ペティのマシンはゴール直前の場所に停止し、エンジンも止まった。ピアソンのマシンはホームストレッチのウォールにヒットし、他車を巻き込んだが、エンジンは止まらなかった。ピアソンはどうにかゴールラインに向けてマシンを運ぶことに成功し、インフィールドの芝生上でペティを抜き、デイトナ500の勝利を手にした。ペティは2位となった。1978年、ペティは全盛期にありながら1勝も挙げることができない奇妙さが目立つシーズンとなった。ペティは長い時間、多大な努力、強い信念を持てども1978年式のダッジ・マグナムを調整して良い成績を残すことができなかった。ペティは19戦終了時までに2度の2位を最上位に、7度のトップ5フィニッシュと苦戦した。ペティは誠実で熱心なクライスラーファンの心を裏切り、4年落ちのシボレー・モンテカルロにマシンを変更してシーズンの残りのレースに臨んだ。しかしながら、シボレーへの変更も奏功せず、1978年シーズンはついに勝利を挙げることができなかった。翌1979年のペティは前年の不振を跳ね返す活躍を見せ、5勝を挙げて7度目のチャンピオンを獲得した。そしてこれがペティにとって最後のチャンピオン獲得となった。

### 晩年

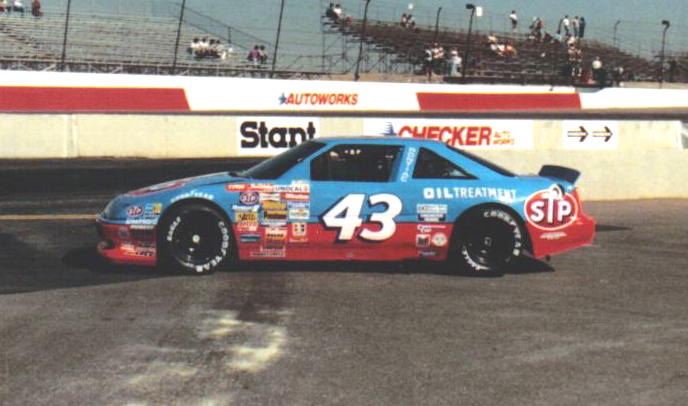
1989年のペティ車(フェニックスにて)

ペティはデイトナ500で更に2勝を挙げた(1979年と1981年)。1979年の勝利はペティにとって46レースぶりの勝利で、デイトナ500での6勝目だった。また、スタートからゴールまで生放送された初のデイトナ500で、ゴールを巡る問題で2名のドライバーが殴り合いを演じたことでも知られるレースである。ペティは、1位と2位を走行していたドニー・アリソンとケール・ヤーボローが最終ラップにクラッシュすると、ダレル・ウォルトリップとA.J.フォイトを抑えて優勝した。デイトナ500に勝利したペティはこの1979年シーズン、ウォルトリップを抑え、自身のキャリア7度目の、そして最後のウィンストンカップチャンピオンを獲得した。
1981年シーズンに向け、NASCARは全てのチームに対し、各メーカーが1979年より準備を行っていた、110インチのホイールベースを持つ小型化した新たなマシンでレースに臨むことを指示した。ペティはそれまでシボレーとオールズモビルで成功を収めていたが、クライスラー系のマシンへの変更を望んだ。ペティのチームは美しい1981年式のダッジ・ミラーダを仕立てて1981年の1月にデイトナに持ち込みテストを行ったが、このマシンは時速186マイル (299 km)のラップを記録するに留まった。これはGMのマシンを8マイルも下回るスピードだった。ミラーダに競争力が欠けることを知ったペティは、デイトナのスーパースピードウェイでダッジを走らせることを諦め、デイトナ500に向けてビュイック・リーガルを購入した。この1981年のデイトナ500で、ペティは残り25周のところで燃料補給のみのピットストップを行い、ボビー・アリソンを出し抜いて7度目の、そして自身最後のデイトナ500制覇を成し遂げた。デイトナ500のレース後、ペティのチームには大きな変化が起き、長年にわたりペティのクルーチーフを務めたデイル・インマンがチームを去った(インマンは1984年、テリー・ラボンテのクルーチーフとして8度目のチャンピオン獲得を経験した)。
1981年シーズン、ペティは3勝を挙げたがペティ自身はこのシーズンを失敗だと感じていた。ビュイック・リーガルはハンドリングと信頼性に問題を抱えていた。1982年に向け、ペティはポンティアックの実質的なファクトリーサポートを受け、マシンをポンティアック・グランプリに変更した。1982年は1978年と同様の結果となり、無勝利に終わった。1982年の始めにはグランプリはダッジ・マグナムと同様、ハンドリングとスピード不足の問題を抱えた。しかしシーズン終盤に向けて数度のトップ10フィニッシュを記録し、翌1983年には3勝を含めた数度のトップ5フィニッシュとトップ10フィニッシュを記録した。

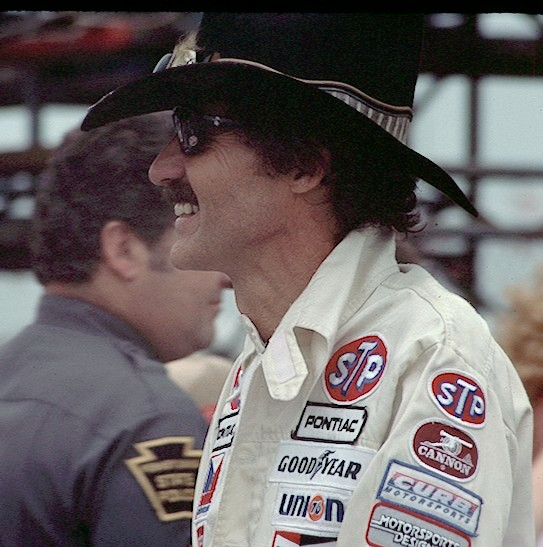
1985年のペティ

1984年7月4日、ペティはデイトナ・インターナショナル・スピードウェイで開催されたファイアクラッカー400で、通算200勝目を達成した。このレースのゴールは劇的だった。198周目にダグ・ヘバートンがクラッシュするとイエローコーションとなり、最終ラップでレースが再開された。ペティとケール・ヤーボローの2台によるバトルは、ヤーボローがペティのドラフティングを使って一度はリードするが、ゴールラインではペティがほんのフェンダー長さの差でヤーボローを差しきった。2003年のルール改正（グリーンホワイトチェッカールール）により、2周を切るタイミングでの再スタートでは残り周回数がそこから2周とされることになったため、これと同じことは起こらなくなった。また、ロナルド・レーガン大統領がこのレースに訪れ、レーガンはNASCARレースに参加した初の大統領となった。レーガンは200勝の金字塔を打ち立てたペティとその家族をビクトリーレーンで祝福した。

### 最後の参戦
1991年の末、ペティは1992年シーズンをもって引退すると発表した。ペティが最後にトップ10フィニッシュを果たしたのは、1991年のバドワイザー・アット・ザ・グレンだった（このレースでは5周目の事故でJ.D.マクダフィが死亡した）。引退を決めたドライバーは、出走するレースをしばしば限定するが、ペティは1992年シーズンにフル参戦する決定をした。1年にわたる「ファン感謝ツアー」はアメリカ中を回り、ペティはスペシャルイベント、授賞式、ファン関連のミーティングなどに参加した。「レーシングチャンピオンズ」は、このシーズンのペティの全レースに合わせたミニカーのラインアップを展開した。ペティは最終年に、2つの特筆すべきレースを見せた。

1992年7月4日のペプシ400で、ペティは予選2番手を獲得した。このレースのスタート前にペティは授賞式に臨み、そこでジョージ・H・W・ブッシュ大統領の訪問を受けた。レースがスタートすると、ペティは最初の5周をリードしたが、順位を落とし、84周で疲労のためリタイヤした。
途方も無く忙しいスケジュールと平凡なレース結果の中にあったペティだが、1992年の全29レースの全てで予選を通過することに成功した。自身にとっての最後の出走となるレースコースで、ペティはペースラップを先導してファンへの挨拶とした。ペティの最後の出走はアトランタ・モーター・スピードウェイでのフーターズ500だった。このレースではジェフ・ゴードンがデビューを果たし、NASCAR史上2番目に僅差のポイント差でチャンピオンが決定した。このレースでは6人にチャンピオンの可能性が残されていた。記録となる16万人の観客を集めたレースではビル・エリオットが優勝し、エリオットを10ポイント差で抑えたアラン・カルウィッキがチャンピオンを獲得した。タイトルを争っていた一人のデイビー・アリソンはクラッシュしチャンピオンのチャンスを逃した。
強大なプレッシャーの中、ペティは41台中39位で何とかアトランタの予選に通過した。予選を通過しないことには、スタート時にペースラップを先導する役を務めるには不適切だった。94周目にペティは事故に巻き込まれ、自身の車両が出火した。ペティは車両をコース外に出すと、炎上する車両から無傷で脱出した。ペティのピットクルーは再出走するため熱心に修理を行い、残り2周でペティは再スタートを切ったため、ペティは最後のレースで35位ながら完走と記録された。レース後、ペティは自身のトレードマークともなったSTPカラーのポンティアックでコースを回り、ファンに挨拶した。
翌年、ペティは再度ステアリングを握った。1993年の8月18日にインディアナポリスで開催された、1994年のブリックヤード400のためのタイヤテストに参加しコースを数周したペティは、車両を降りるとインディアナポリスの博物館に車両を寄贈した。
ペティは、ホームステッド・マイアミ・スピードウェイで開催された2003年のシーズン最終戦の際、再度レースカーに乗車し、コースを1周した。このレースはウィンストンの名を冠した最後のレースで、これはウィンストンが7度にわたりウィンストンカップを制したペティを称えるために行われた。
2007年にデイトナで開催されたペプシ400で、ペティは再度ステアリングを握り、スタートまでのペースラップを走行した。ペティは後続のレース車両を大きく引き離して集団の後ろに付き、1周多くペースラップを走行し、ピットに入った。これはビル・フランスJrへの追悼のために行われた。

### オーナーとしてのペティ
ペティはドライバーを引退すると、ロビー・ルーミスにクルーリーダーのキャリアを積ませた。ルーミスは1990年代にペティ・エンタープライズでクルーチーフとして君臨し、フェニックスで行われた1996年のチェッカーオートパーツ500とノースカロライナ・レースウェイで開催された1997年のACDelco400にボビー・ハミルトンのドライブで勝利し、1999年にマーティンズビル・スピードウェイで開催された0012バージニア500にジョン・アンドレッティのドライブで勝利し、計3勝を挙げた。
ペティは現役を引退した直後にテレビ放送の解説者になったが、このキャリアは長くは続かなかった。ペティは10年後に息子のカイル・ペティが日常業務を引き継ぐまで、オーナーとしてチームを運営した。
しかしながら、2008年にカイル・ペティはペティ・エンタープライズを放出され、スポンサーが不足したペティ・エンタープライズは、ジレット＝エヴァンハム・モータースポーツに買収された。新チームはリチャード・ペティとジョージ・ジレットを共同オーナーとする体制となったが、チームにはペティの名だけが残され、リチャード・ペティ・モータースポーツと命名された。この合併が正式に発表された2週間後、レイ・エヴァンハムは、ジレットーエヴァンハムチームを去ったことを発表した。

### 危機一髪
数々の勝利とともに、ペティは多くの大クラッシュにも見舞われ、生還してきた。中でも大きなものが3つある。
- 1970年にダーリントンで開催されたレベル400で、ペティのドライブするプリムス・ロードランナーのタイヤが切れ、車両がピットウォールに激突した。ペティの車両は何度か転がり、横転した状態で停止した。この事故でペティは肩を傷め、同年のグランドナショナルチャンピオンシップのタイトルはボビー・アイザックのものになった。車両が転がる間にペティは頭を路面に複数回打ちつけ、この事故をきっかけに、NASCARはドライバーのサイドウィンドウにペティが開発した安全ネットを取り付けることを義務付けた。
- 1980年、ペティはポコノでのレース中に第2ターンでウォールに衝突し、あやうく横転しかけた。この事故でペティは頚椎を傷めていたが、続く数レースではNASCARのオフィシャルに怪我を隠して参戦した。この間に更にクラッシュをしたら、ペティは死亡していたかも知れない。なお、後のNASCARのルールでは、このようなクラッシュの後にドライバーはシリーズ公式のメディカルチェックを受け、ドライバーが無事であることを証明しなければならなくなった。
- 1988年のデイトナ500で、106周目にペティは派手なクラッシュを起こし、デイトナ・インターナショナル・スピードウェイのホームストレッチ上に部品を撒き散らした。ペティの車両は何度も転がったにもかかわらず、ペティは過度のGフォースによる一時的な視力喪失を被った以外には大きな負傷も無く、歩いて現場を離れた。この事故は1987年にボビー・アリソンがタラデガ・スーパースピードウェイのウィンストン500で起こしたものとよく似ていた。どちらの事故も横滑りした後に空中に投げ出されて客席とコースを分けるフェンスに当たるものだった（ペティの事故のほうがフェンスへ与えたダメージは少なかった）。ペティの車両は、この1988年シーズンの開幕直前に導入が決定した、タラデガとデイトナで使用されるキャブレター・リストリクタープレートを装着していた。

### 受賞歴
- 1997年、ペティは国際モータースポーツ殿堂に選出された。
- 1998年、ペティはNASCARの偉大なドライバー50人(en:NASCAR's 50 Greatest Drivers)に選ばれた。
- 1989年、ペティはアメリカモータースポーツ殿堂に選出された最初の8人のうちの一人となった。ストックカーからは唯一の選出だった。
- 1992年、ペティは大統領自由勲章を受章した。モータースポーツ選手として初の受章者となった。

## 引退後
ペティは、シリアル食品のチェリオ（en:Cheerios）と、米国グラクソ・スミスクラインの製品、ニコレットとグッディーズ・ヘッドエイク・パウダー(Goody's Headache Powder)の広報担当になった。また、ペティはかつて自身がメンバーだった非営利団体、en:Civitan Internationalの公共広告にも登場した。
ペティはほぼ常にトレードマークのサングラスとチャーリー・ワン・ホースの帽子を身に着けている。1996年にはノースカロライナ州州務長官の共和党候補となったが、総選挙で州議会議員のエレイン・マーシャルに敗北した。大きな敗因として、ペティが州間高速道路85号線(I-85)を走行中に前車を追い越す際、無謀な運転により追突したうえ当て逃げしたとして告発されたことが挙げられる。しかしながら、後にこの追突は実際には起きていないことが判明した。被害車両の損傷部は、ペティの車両のバンパー位置よりも低い場所にあった。
ペティの情報が箱に記載されたシリアル「43's」が作られた。

## 勝利レース

### グランドナショナル/ウィンストンカップ (キャリア200勝)
- 1984 (2勝) Budweiser 500 (ドーバー), Firecracker 400 (デイトナ)
- 1983 (3勝) Warner W. Hodgdon Carolina 500 (ロッキンガム), Winston 500 (タラデガ), Miller High Life 500 (シャーロット)
- 1981 (3勝) デイトナ500 (デイトナ), Northwestern Bank 400 (ノースウィルケスボロー), Champion Spark Plug 400 (ミシガン)
- 1980 (2勝) Northwestern Bank 400 (ノースウィルケスボロー), Music City USA 420 (Nashville)
- 1979 (5勝) デイトナ500 (デイトナ), Virginia 500 (マーティンズビル), Champion Spark Plug 400 (ミシガン), CRC Chemicals 500 (ドーバー), American 500 (ロッキンガム), Winston Cup Championship
- 1977 (5勝) Carolina 500 (ロッキンガム), Atlanta 500 (アトランタ), ワールド600 (シャーロット), NAPA 400 (リバーサイド), Firecracker 400 (デイトナ)
- 1976 (3勝) Carolina 500 (ロッキンガム), Purolator 500 (ポコノ), American 500 (ロッキンガム)
- 1975 (13勝) Richmond 500 (リッチモンド), Southeastern 500 (ブリストル), Atlanta 500 (アトランタ), Gwyn Staley 400 (ノースウィルケスボロー), Virginia 500 (マーティンズビル), ワールド600 (シャーロット), Tuborg 400 (リバーサイド), Firecracker 400 (デイトナ), Champion Spark Plug 400 (ミシガン), Delaware 500 (ドーバー), Wilkes 400 (ノースウィルケスボロー), National 500 (シャーロット), Volunteer 500 (ブリストル), Winston Cup Championship
- 1974 (10勝) デイトナ500 (デイトナ), Carolina 500 (ロッキンガム), Gwyn Staley 400 (ノースウィルケスボロー), Music City USA 420 (Nashville), Motor State 360 (ミシガン), Dixie 500 (アトランタ), Purolator 500 (ポコノ), Talladega 500 (タラデガ), Capital City 500 (リッチモンド), Delaware 500 (ドーバー), Winston Cup Championship
- 1973 (6勝) デイトナ500 (デイトナ), Richmond 500 (リッチモンド), Gwyn Staley 400 (ノースウィルケスボロー), Alamo 500 (College Station), Capital City 500 (リッチモンド), Old Dominion 500 (マーティンズビル)
- 1972 (8勝) Winston Western 500 (リバーサイド), Richmond 500 (リッチモンド), Gwyn Staley 400 (ノースウィルケスボロー), Virginia 500 (マーティンズビル), Lone Star 500 (College Station), Capital City 500 (リッチモンド), Old Dominion 500 (マーティンズビル), Wilkes 400 (ノースウィルケスボロー), Winston Cup Championship
- 1971 (21勝) デイトナ500 (デイトナ), Richmond 500 (リッチモンド), Carolina 500 (ロッキンガム), Hickory 276 (Hickory), Columbia 200 (Columbia), Maryville 200 (Maryville), Gwyn Staley 400 (ノースウィルケスボロー), Virginia 500 (マーティンズビル), Asheville 300 (Asheville), Pickens 200 (Greenville), Albany-Saratoga 250 (Malta), Islip 300 (Islip), Northern 300 (Trenton), Nashville 420 (Nashville), Dixie 500 (アトランタ), West Virginia 500 (Ona), Sandlapper 200 (Columbia), Delaware 500 (ドーバー), American 500 (ロッキンガム), Capital City 500 (リッチモンド), Texas 500 (College Station), Grand National Championship
- 1970 (18勝) Carolina 500 (ロッキンガム), Savannah 200 (Savannah), Gwyn Staley 400 (ノースウィルケスボロー), Columbia 200 (Columbia), Falstaff 400 (リバーサイド), Kingsport 100 (Kingsport), Albany-Saratoga 250 (Malta), Schaefer 300 (Trenton), East Tennessee 200 (Maryville), Dixie 500 (アトランタ), West Virginia 300 (Ona), Myers Brothers 250 (Winston-Salem), Halifax County 100 (South Boston), Capital City 500 (リッチモンド), Mason-Dixon 300 (ドーバー), Home State 200 (Raleigh), Old Dominion 500 (マーティンズビル), Georgia 500 (Macon)
- 1969 (10勝) Georgia 500 (Macon), Motor Trend 500 (リバーサイド), Virginia 500 (マーティンズビル), Kingsport 250 (Kingsport), Mason-Dixon 300 (ドーバー), Maryland 300 (Beltsville), Nashville 400 (Nashville), Smoky Mountain 200 (Maryville), Myers Brothers 250 (Winston-Salem), Old Dominion 500 (マーティンズビル)
- 1968 (16勝) Race 02 (Montgomery), Hickory 250 (Hickory), Greenville 200 (Greenville), Asheville 300 (Asheville), Race 21 (Maryville), Race 22 (Birmingham), Pickens 200 (Greenville), Maine 300 (Oxford), Fonda 200 (Fonda), Smoky Mountain 200 (Maryville), Race 37 (South Boston), Capital City 300 (リッチモンド), Hillsboro 150 (Hillsboro), Old Dominion 500 (マーティンズビル), Wilkes 400 (ノースウィルケスボロー), American 500 (ロッキンガム)
- 1967 (27勝) Augusta 300 (Augusta), Fireball 300 (Weaverville), Columbia 200 (Columbia), Hickory 250 (Hickory), Virginia 500 (マーティンズビル), Richmond 250 (リッチモンド), Rebel 400 (ダーリントン), Tidewater 250 (Hampton), Macon 300 (Macon), East Tennessee 200 (Maryville), Carolina 500 (ロッキンガム), Pickens 200 (Greenville), Northern 300 (Trenton), Race 31 (Fonda), Islip 300 (Islip), Volunteer 500 (ブリストル), Nashville 400 (Nashville), Myers Brothers 250 (Winston-Salem), Sandlapper 200 (Columbia), Race 39 (Savannah), Southern 500 (ダーリントン), Buddy Shuman 250 (Hickory), Capital City 300 (リッチモンド), Maryland 300 (Beltsville), Hillsboro 150 (Hillsboro), Old Dominion 500 (マーティンズビル), Wilkes 400 (ノースウィルケスボロー), Grand National Championship
- 1966 (8勝) Georgia Cracker 300 (Augusta), デイトナ500 (デイトナ), Rebel 400 (ダーリントン), Tidewater 250 (Hampton), Speedy Morelock 200 (Macon), Fireball 300 (Weaverville), Nashville 400 (Nashville), Dixie 400 (アトランタ)
- 1965 (4勝) Nashville 400 (Nashville), Western North Carolina 500 (Weaverville), Buddy Shuman 250 (Hickory), Race 48 (Manassas)
- 1964 (9勝) Sunshine 200 (Savannah), デイトナ500 (デイトナ), Race 24 (South Boston), Race 29 (Concord), Music City 200 (Nashville), Race 34 (Spartanburg), Nashville 400 (Nashville), Mountaineer 500 (Huntington), Race 60 (Harris), Grand National Championship
- 1963 (14勝) Race 02 (Tampa), Race 08 (Spartanburg), Race 09 (Weaverville), South Boston 400 (South Boston), Virginia 500 (マーティンズビル), Gwyn Staley 400 (ノースウィルケスボロー), Columbia 200 (Columbia), Race 24 (Manassas), Race 27 (Birmingham), Race 36 (Bridgehampton), Pickens 200 (Greenville), Sandlapper 200 (Columbia), Race 51 (Randleman), South Boston 400 (South Boston)
- 1962 (8勝) Gwyn Staley 400 (ノースウィルケスボロー), Virginia 500 (マーティンズビル), Pickens 200 (Greenville), Race 39 (Huntsville), Race 41 (Roanoke), International 200 (Winston-Salem), Race 43 (Spartanburg), Wilkes 320 (ノースウィルケスボロー)
- 1961 (2勝) Richmond 200 (リッチモンド), World 600 Qualifier #1 (シャーロット)
- 1960 (3勝) Race 06 (Charlotte), Virginia 500 (マーティンズビル), Race 39 (Hillsboro)
- 1959 (0勝) Rookie of the Year

## 所属チーム
- ペティ・エンタープライズ 1958-1983, 1986-1992
- ドン・ロバートソン 1970
- マイク・カーブ 1984-1985

## 映画出演
- 2008年の映画、チョイス!にペティ自身の役柄で出演し、自身の青い43番の車両をドライブした。バド(ケビン・コスナー演じる映画の主人公)はエアフォース・ワンまでこの車両をドライブし、大統領に会いに行った。
- 2006年のピクサー映画、『カーズ』では「キング」ことストリップ・ウェザーズ役の声優を務めた。ストリップ・ウェザーズは、ペティの青く塗られた43番のロードランナー・スーパーバードを基にした車両であり、綽名「キング」もペティのものと同じである。映画の最後に起きるクラッシュは、1988年のデイトナ500で実際に起きたペティの事故を再現したものである。但し、実際のクラッシュは映画のように故意に起こされたものではない。ライトニング・マックイーンがキングをゴールラインまで助けるのは1976年にピットクルーが手助けしたことを元にしたものである。ペティの妻リンダは、劇中でもキングの妻のリンダ・ウェザーズ役の声優を務めた。2017年に公開された続編『カーズ/クロスロード』でもペティは引き続き同役で出演し、息子カイルもキングの甥のキャル・ウェザーズ役で出演している。一方リンダは公開の3年前に他界したため、リンダ・ウェザーズは登場しなかった。
- 1989年の映画、キャノンボール3 新しき挑戦者たちにペティ自身として出演し、自身の青い43番の車両をドライブした。
- NASCARを題材とした1983年の映画、ストローカーエースにカメオ出演した。
- 1972年の映画、"43 - The Petty Story"にペティ自身として出演した。この映画は1986年にVIDEO GEMSによりビデオ化され、United American Videoが販売元となった。